# Гаравог
Гаравог (ирл. An Gharbhóg, англ. Garavogue) — река в графстве Слайго, на северо-западе Ирландии в провинции Коннахт.

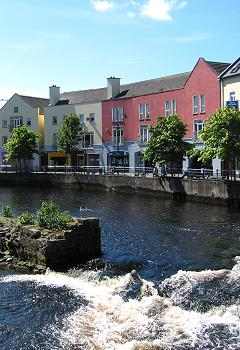
Гаравог течёт через центр города Слайго

Гаравог берёт начало в озере Лох-Гилл. Длина реки составляет около 6 километров. В своем течении она проходит через исторический город Слайго и впадает в Атлантический океан через одноимённую с городом и графством Бухту Слайго.
Название реки Гаварог происходит от ирландских слов «gharbh» и «óg», означающих «молодой» и «беспокойный».